# Chrysodeixis quaestionis
Chrysodeixis quaestionis là một loài bướm đêm trong họ Noctuidae.